# Emanuel Idini
Emanuel Idini (Roma, Italia, 18 de diciembre de 1970) es un nadador italiano retirado especializado en pruebas de estilo libre media distancia, donde consiguió ser medallista de bronce mundial en 1991 en los relevos de 4x200 metros estilo libre.
Representó a Italia durante los Juegos Olímpicos de Barcelona 1992 y Atlanta 1996.

## Carrera deportiva
En el Campeonato Mundial de Natación de 1991 celebrado en Perth (Australia), ganó la medalla de bronce en los relevos de 4x200 metros estilo libre, con un tiempo de 7:17.18 segundos, tras Alemania (oro con 7:13.50 segundos) y Estados Unidos (plata con 7:14.87 segundos).

## Palmarés internacional
| Campeonato Mundial de Natación | Campeonato Mundial de Natación | Campeonato Mundial de Natación | Campeonato Mundial de Natación |
| Año                            | Lugar                          | Medalla                        | Prueba                         |
| ------------------------------ | ------------------------------ | ------------------------------ | ------------------------------ |
| 1998                           | Perth ( Australia)             | Medalla de bronce              | 4x200 m libres                 |
| Campeonato Europeo de Natación |                                |                                |                                |
| Año                            | Lugar                          | Medalla                        | Prueba                         |
| 1991                           | Atenas ( Grecia)               | Medalla de plata               | 4x200 m libres                 |
| 1991                           | Viena ( Austria)               | Medalla de bronce              | 4x200 m libres                 |